# Arij van Bol'es

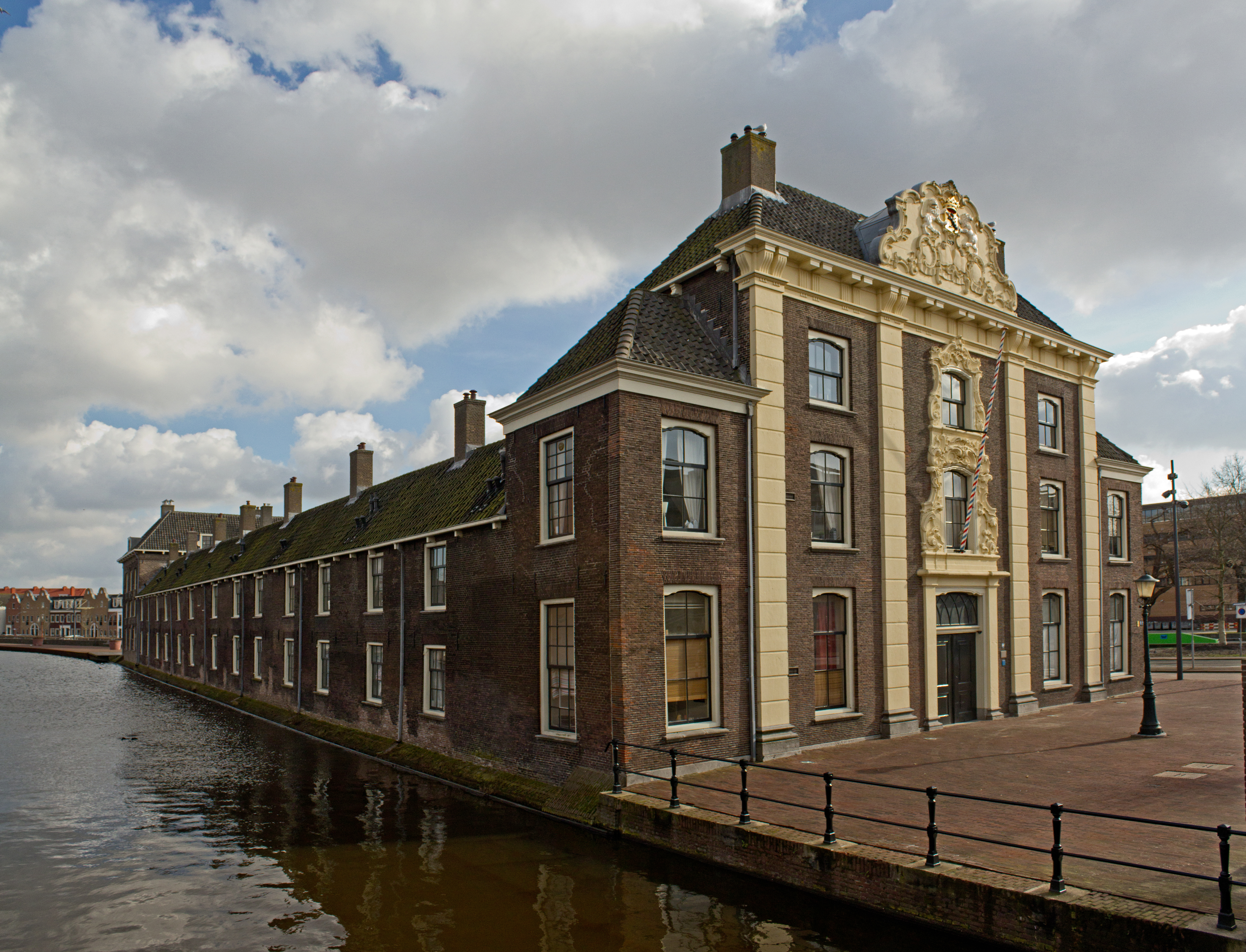
Het Proveniershuis in Schiedam

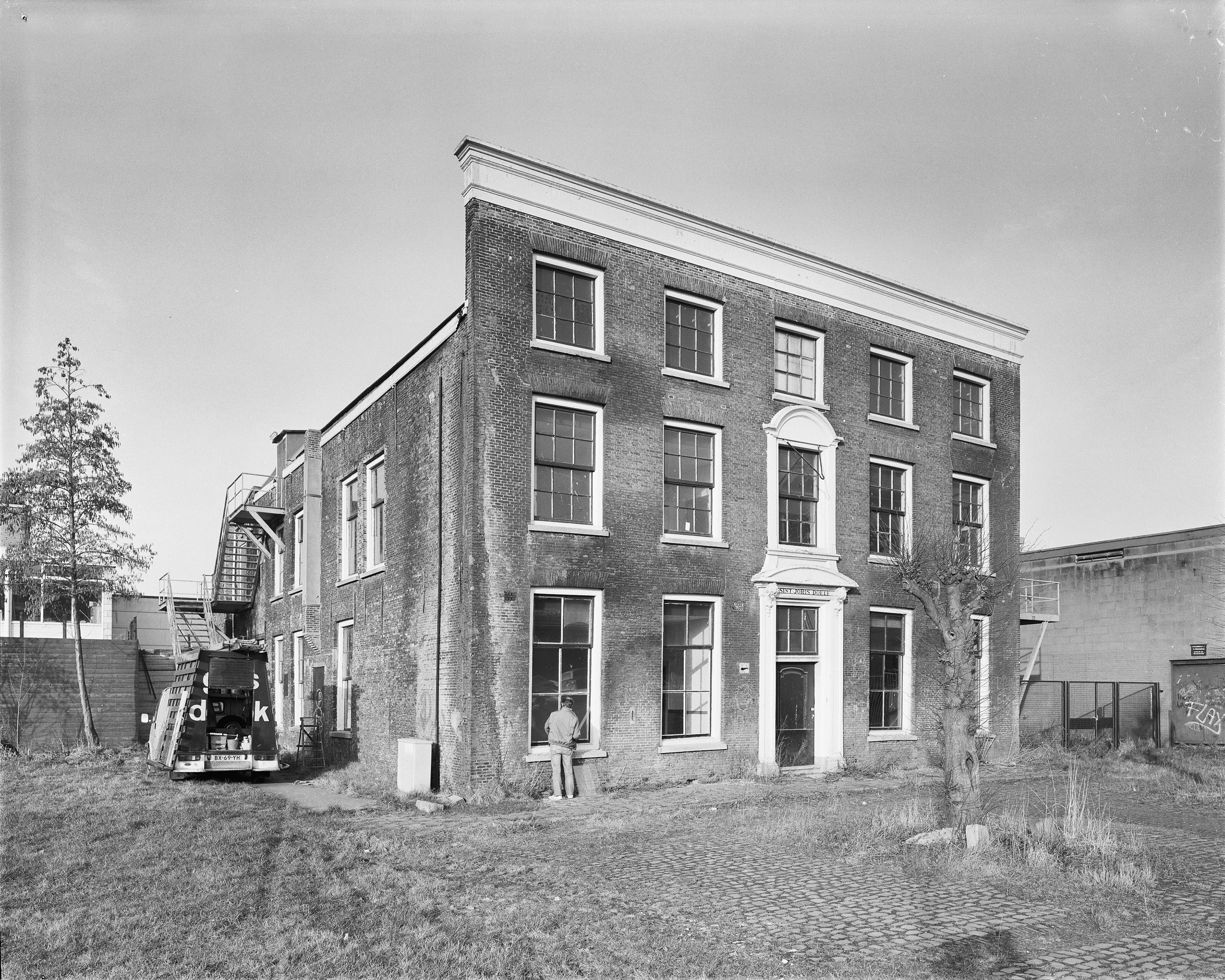
Sint-Jorisdoelen in Schiedam

Arij van Bol'es (Schiedam, gedoopt 5 januari 1695 – aldaar, begraven 26 juni 1776) was stadsarchitect van Schiedam van 1724 tot aan zijn dood.

## Leven en werk
Arij van Bol'es was zoon van de rondreizende molenmaker Cornelis van Bol'es (1658-1735), afkomstig uit het Krimpense geslacht van timmerlieden Van Bol'es, en Annetje Barents Kock (1655-1699). Grootvader Harmen Cornelisz van Bol'es had zich als timmerman in het dorpje Bolnes gevestigd, vandaar de geslachtsnaam. Cornelis kreeg in 1690 de aanstelling van Stadstimmerman in Schiedam, vanaf 1694 is hij aldaar stadsarchitect. Deze functie droeg hij in 1724 over aan zijn vierde zoon Arij; diens afstammelingen zouden nog tot 1827 de stadsarchitecten leveren. Bol'es' oudste broer, Harmen van Bol'es, werd keizerlijk bouwmeester in Sint-Petersburg. 
Arij van Bol'es is waarschijnlijk enige tijd bij zijn oom Pleun van Bol'es (1677-1736) - een halfbroer van zijn vader - in Stevensweert in de leer geweest; hij wordt door deze in 1721 genoemd in diens dagboek; Bol'es assisteerde bij het tekenen van Huis Hagenbroek in het Limburgse Thorn. Als stadsarchitect bouwde Bol'es in Schiedam onder meer het Klokkenluidershuisje (1733), de Sint-Jorisdoelen (1742-1743), de Bank van Lening (1756-1757) en het Proveniershuis (1756-1761). Ook was hij in 1767 verantwoordelijk voor de aanleg van het stadspark Plantage.

## Privéleven
Bol'es was op 10 oktober 1725 in Schiedam getrouwd met Jannetje van Wijk (1701-1767), met wie hij acht kinderen kreeg. Zijn oudste zoon, Rutger van Bol'es (1727-1790), werd in 1754 zijn assistent en volgde hem na zijn dood in 1774 als stadsarchitect op.